# Eileen Sheridan
Eileen Sheridan, geb. Shaw, (* 18. Oktober 1923 in Coventry; † 12. Februar 2023 in Isleworth) war eine britische Radsportlerin, die auf Zeitfahren und Rekordfahrten spezialisiert war. Gegen Ende der 1940er und in den 1950er Jahren brach sie alle Rekorde der Women’s Road Records Association, darunter den für die Strecke von Land’s End nach John o’ Groats.

## Laufbahn als Amateurin
Eileen Shaw war mit rund 1,50 Meter Größe und einem Gewicht von 46 Kilogramm eine zierliche Frau, weshalb sie den Spitznamen „Mighty Atom“ erhielt. Schon in der Schule war sie sehr sportlich. Mit 15 Jahren bevorzugte sie den Radsport und wurde 1944 Mitglied des Coventry Cycling Club. Zunächst nahm sie lediglich gemeinsam mit ihrem Freund Ken Sheridan an Touren- sowie Clubausfahren teil und hatte kein Interesse am Radrennsport. 1945 fuhr sie über 25 Meilen ihr erstes Zeitfahren, das von der Birmingham Time Trial Association organisiert wurde, und sie gewann dieses Rennen ebenso wie die britische Zeitfahr-Meisterschaft über die gleiche Strecke.
Anschließend heiratete Eileen Shaw Ken Sheridan, der ihr auch das erste Rennrad schenkte, und wurde im April 1946 Mutter eines Sohnes. Schon sieben Wochen nach der Geburt nahm sie ihr Training wieder auf. 1949 und 1950 gewann sie den Zeitfahr-Wettbewerb British Best All-Rounder. Im September 1949 stellte sie mit 237,32 Meilen einen Rekord über zwölf Stunden auf. 1950 wurde sie britische Meisterin über 50 und über 100 Meilen. Im selben Jahr wurde sie wegen ihrer Verdienste um den Frauenradrennsport mit dem Bidlake Memorial Prize ausgezeichnet, nachdem sie in einem Jahr drei Meisterschaften gewonnen und fünf Rekorde aufgestellt hatte.

## Profikarriere
1951 unterschrieb Eileen Sheridan einen Drei-Jahres-Vertrag mit der Hercules Cycle and Motor Company, mit dem Ziel, Rekorde im Straßenradsport zu fahren. Ihr Betreuer bei Hercules war der Olympiateilnehmer und viermalige Best All-Rounder Frank Southall. 1954 brach sie mit 250,5 Meilen (403 km) den bisherigen Zwölf-Stunden-Rekord und mit 446,5 Meilen den über 24 Stunden. Während ihrer gesamten aktiven Zeit stellte sie insgesamt 21 Rekorde im Frauenbereich auf, „meist mit riesigem Vorsprung“. Fünf davon haben weiter Bestand, darunter der Rekord für die Strecke von London nach Edinburgh 20:11:35 Stunden (Stand 2015). Ihr 1000-Meilen-Rekord innerhalb von drei Tagen und einer Stunde hatte 48 Jahre lang Bestand, bis er 2002 von Lynne Taylor überboten wurde.
1952 schlug Sheridan den Rekord für die Strecke von Land’s End nach London um 23 Minuten. Dieser Rekord wurde jedoch von der Women’s Road Records Association nicht anerkannt, da der Rekordversuch zuvor vom Daily Mirror publik gemacht worden war, was den Regeln widersprach.
Zwischen 9. und 11. Juli 1954 verbesserte Eileen Sheridan den Rekord von Marguerite Wilson aus dem Jahr 1939 für die Strecke von Land’s End nach John o’ Groats (ca. 1557 Kilometer vom äußersten Südwesten Britanniens zum äußersten Nordosten) auf zwei Tage, elf Stunden und sieben Minuten. Das Fahrrad, mit dem sie diese Fahrt absolvierte, schenkte sie später dem Coventry Transport Museum. Das Rad trägt zwar den Markennamen Hercules, wurde aber mit Komponenten anderer Hersteller gebaut, da Hercules-Rahmen sehr schwer waren.
1955 beendete Sheridan ihre Karriere. Anschließend bekam sie ein zweites Kind, Tochter Louise, und verfasste ihre Autobiografie Wonder Wheels. Sie war Ehrenmitglied des Coventry Cycling Clubs und zugleich dessen Präsidentin. Ihr Ehemann Ken starb 2012 im Alter von 98 Jahren.
Eileen Sheridan starb im Februar 2023 im Alter von 99 Jahren in Isleworth, einem Vorort von London.

## Rezeption und Ehrungen
Eileen Sheridan galt zu ihrer aktiven Zeit als populärster Radsportler (Mann oder Frau) Großbritanniens. 1952 wurde sie in einem Dokumentarfilm von Dunlop mit dem Titel Spinning Wheels: Cycle Sport ’50s Style gemeinsam mit Reg Harris, Ken Joy and Cyril Peacock porträtiert; auch werden Szenen der Tour de France gezeigt. 2014 wurde ein 20-minütiger Dokumentarfilm mit dem Titel Come on Eileen über sie gedreht.
2016 wurde Sheridan in die British Cycling Hall of Fame aufgenommen.